# Ardisia singularis
Ardisia singularis är en viveväxtart som beskrevs av Benjamin Clemens Masterman Stone. Ardisia singularis ingår i släktet Ardisia och familjen viveväxter. Inga underarter finns listade i Catalogue of Life.